# Massacro della prigione di Mokotów
Il massacro della prigione di Mokotów fu un omicidio di massa dei detenuti della prigione in Mokotów, quartiere di Varsavia, commesso dai tedeschi nel secondo giorno della rivolta di Varsavia. Il 2 agosto 1944, i soldati del 3º battaglione di scorta dei granatieri corazzati delle SS fucilarono, nel penitenziario di via Rakowiecka 37, circa 600 polacchi. L’omicidio fu uno dei crimini maggiori che i tedeschi commisero in Mokotów per soffocare la rivolta di Varsavia. Durante questo massacro una parte dei carcerati tentò una resistenza attiva ai militari delle SS: grazie a ciò alcune centinaia di polacchi riuscirono a scappare e arrivare nella zona presidiata dagli insorti.

## Prima dello scoppio della rivolta
Non molto dopo che i tedeschi invasero Varsavia il 28 settembre 1939, il penitenziario polacco di via Rakowiecka 37 venne adeguato ai bisogni dell’occupante. Da quel momento Gerichtsgefängnis in der Rakowieckastrasse 37 divenne un carcere sottoposto alle corti tedesche speciali (Sondergericht); i detenuti sarebbero rimasti a disposizione della Gestapo anche mentre scontavano la pena. Nella prigione in via Rakowiecka si trattenevano, insieme ai carcerati giudicati dalle corti speciali, gli ufficiali dell’Esercito Polacco i quali non avevano compiuto il dovere di presentarsi davanti ai poteri tedeschi, i delinquenti e anche i criminali tedeschi. Il carcere venne presto riempito e il numero di detenuti superò in modo significante una capienza standard delle celle. Molti dipendenti carcerari polacchi collaboravano in segreto con la Służba Zwycięstwu Polski, l'organizzazione di combattimento clandestina trasformata poi nell’Armia Krajowa, e grazie al loro aiuto tanti carcerati impegnati nell’attività clandestina furono in grado di uscire di prigione.
Nell’estate del 1944 la prigione fu sottoposta al commissario Hitzinger. Il 23 luglio 1944, a causa dell’avanzata sul fronte orientale, si cominciarono a liberare i detenuti condannati fino a 5 anni di reclusione, prima di tutto i tedeschi e volksdeutsch, solo in seguito i polacchi. In cinque giorni furono liberate 655 persone, tra cui circa 300 polacchi; Hitzinger ordinò di finire di liberare i detenuti per via della corruzione del comando carcerario. Il 1º agosto, un’ora prima dello scoppio dell’insurrezione, vennero liberate ancora altre 11 persone.
Secondo i registri preparati dal vicedirettore penitenziario, l'ispettore giudiziario Kichner, al momento dello scoppio della rivolta ci furono ancora 794 detenuti nella prigione in via Rakowiecka 37, tra cui 41 minorenni.

## Ora "W", scoppio della rivolta
Via Rakowiecka fu uno dei centri di resistenza tedesca più importanti di Mokotów. Il 1º agosto 1944 gli insorti della IV Regione dell’AK (V Distretto "Mokotów") attaccarono le posizioni tedesche lungo tutta la lunghezza di via Rakowiecka, raggiungendo tra l’altro la caserma in via Rakowiecka 4 (SS-Stauferkaserne), la caserma di avieri all’imbocco di via Puławska (Flakkaserne), l'edificio dell’SGGW e le batterie dell’artiglieria antiaerea al parco Pole Mokotowskie. Il compito di prendere la prigione di Mokotów e i palazzi nei dintorni fu dato alla I compagnia di assalto, sotto il comando del tenente Antoni Figura "Kot" del reggimento "Baszta". Questo reparto era composto di circa 80 soldati (infermiere incluse) e il suo armamento sembrò troppo scarso: 3 pistole mitragliatrici, 20 fucili, 15 pistole, 130 granate e 30 "bottiglie Molotov".
I soldati dell’AK riuscirono a invadere il carcere e occupare l’edificio dell'amministrazione, ma non furono capaci di entrare negli edifici penitenziari. Nelle lotte venne gravemente ferito il tenente "Kot". La divisione tedesca, rafforzata dai soccorsi di una vicina caserma delle SS, respinse l’attacco, disarmò e internò le guardie carcerarie polacche. Conformemente al rapporto del vicedirettore penitenziario, l'ispettore giudiziario Kichner, l’attacco costò ai tedeschi 9 morti e 17 feriti.
Malgrado una sparatoria delle armi di carri armati tedeschi, gli insorti riuscirono a mantenere l’edificio di amministrazione fino all’alba del 2 agosto. Durante il giorno vennero però forzati a ritirarsi. I tedeschi catturarono e ammazzarono i soldati dell’AK feriti.

## Massacro
Il 2 agosto, l’ispettore giudiziario Kirchner fu nominato facente funzioni del direttore della prigione di Mokotów. Alle 11:00, Kirchner venne chiamato alla caserma delle SS vicina dove l’SS-Obersturmführer Martin Patz, comandante del 3º battaglione di scorta dei granatieri corazzati delle SS, gli riferì che il capo della guarnigione di Varsavia, il generale Reiner Stahel, aveva dato ordine di liquidare i carcerati. Questa decisione venne confermata anche dal comandante delle SS e Polizia nel distretto di Varsavia, l’SS-Oberführer Paul Otto Geibel, il quale ordinò in più di fucilare le guardie carcerarie polacche. Kirchner redasse un verbale in virtù del quale tutti i detenuti della prigione erano a disposizione di Patz.
Nel pomeriggio i militari delle SS entrarono nell’area del carcere. Registrarono in dettaglio le condizioni di tutte le celle, poi presero circa 60 uomini dai due reparti preventivi del piano terra e gli ordinarono di scavare tre fosse di circa 25-30 metri di lunghezza e più o meno 2 metri di larghezza e profondità. La prima fossa fu scavata lungo le pareti del padiglione X, dal lato della lavanderia; la seconda fu scavata nel cortile di passaggio dalla parte di via Aleje Niepodległości; la terza invece nel cortile di passaggio dal lato di via Kazimierzowska. Mentre i polacchi lavorarono, i soldati tedeschi bevettero vodka. Dopo aver scavato le fosse tutti gli uomini presi vennero fucilati.
I tedeschi cominciarono in seguito la liquidazione dei carcerati rimasti. I detenuti vennero presi dalle celle e portati sopra le fosse scavate dove i nazisti li uccisero con uno sparo alla parte posteriore della testa. I primi fucilati furono i detenuti dei reparti n° 1 e 2 (i cosiddetti reparti preventivi), tra cui si trovavano alcuni ragazzi dai 12 ai 14 anni. Poi vennero ammazzati i pazienti dell’infermeria. Successivamente i tedeschi passarono ai reparti n° 8 (recidivi), 10 (condanne alte), 11, 3 e 5. Le fosse presto si riempirono e i nazisti dovettero fucilare una parte di carcerati fuori dalla zona del carcere (dall’altro lato di via Rakowiecka). Durante il massacro, durato di più di un’ora, furono ammazzati oltre 600 detenuti della prigione di Mokotów.
"Ho sentito i militari delle SS avvicinarsi alla mia cella e allora mi sono nascosto sotto il letto (…) Un militare ha sollevato il letto, ha cominciato a darmi calci e mi ha portato (…) Sono stato portato solo, a una fossa accanto al locale delle caldaie nel cortile da passaggio dal lato di Aleje Niepodległości. Il militare delle SS mi ha detto di voltare la faccia verso la fossa, mi ha sparato e dato un calcio. La palla è passata dietro un mio orecchio [ho sentito un sibilo] e sono caduto con la faccia sulle salme. Ascoltavo gli spari dell’esecuzione e i colpi di grazia ai feriti quando qualcuno si è mosso. In un certo momento, non potendo sopportare il peso delle salme, ho deciso di alzarmi per farla finita. Ero sicuro che i militari delle SS mi avrebbero fucilato subito dopo che mi fossi levato in piedi. Ho alzato gli occhi e non ho visto più nessuno sopra di me. Con gran fatica sono uscito dal cumulo di cadaveri" – la testimonianza di Antoni Józef Porzygowski.

## Ribellione dei detenuti
La strage dei cortili si vide bene dalle finestre delle celle; i carcerati polacchi che la guardarono capirono subito di essere condannati a morte, e perciò non ebbero niente da perdere. I detenuti dei reparti n° 6 e 7, collocati al secondo piano, decisero disperatamente di attaccare i loro boia. Quelli del reparto n° 6, usando banchi, fecero buche nelle porte oppure nelle pareti delle celle e, arrivati al corridoio, incendiarono i pagliericci e la paglia, spaventando così i tedeschi. Nel reparto n° 7, i detenuti riuscirono a uccidere alcuni nazisti e prendergli le armi; poi barricarono l'intero secondo piano e liberarono i carcerati del reparto n° 9 (minorenni). I tedeschi sorpresi si ritirarono.
Di notte, col favore del buio e della pioggia, i superstiti passarono in soffitta e poi sul tetto ripido. Da lì scesero al muro circostante alla prigione dove gli vennero in aiuto i civili polacchi con qualche scala. In questo modo da 200 a 300 detenuti riuscirono a scappare e raggiungere l’area presidiata dagli insorti. I tedeschi non tentarono di ostacolarli poiché sbagliarono ad assumere che i carcerati sarebbero fuggiti dalla porta principale.
Non si sa cosa sia successo con le guardie carcerarie polacche che vennero internate. Alcuni testimoni dissero che le guardie non furono ammazzate insieme ai detenuti e molti di loro sopravvissero alla guerra. Altri testimoni diedero invece informazioni totalmente contrarie.

## Epilogo
Tra il 16 e il 21 aprile 1945, nella zona della prigione di Mokotów, si svolsero i lavori di esumazione. Vennero trovate circa 700 salme, vittime della rivolta di Varsavia; una parte di esse però fu seppellita là solo dopo l’omicidio dei carcerati (si trattava di solito di cadaveri dei polacchi trattenuti e ammazzati nella prigione provvisoria della caserma Stauferkaserne). I corpi trovati, eccetto quelli di cui presero cura le famiglie, vennero seppelliti in modo provvisorio in otto tombe comuni in Al. Niepodległości. Nel dicembre del 1945 tutti i corpi furono riesumati e spostati nel Cimitero Militare Powązki dove li si seppellì nel sepolcro degli insorti.
Nel 1978, davanti al tribunale di Colonia, iniziò il processo dell’SS-Obersturmführer Martin Patz, soprannominato "il macellaio di Mokotów". Fu giudicato per i crimini commessi dai suoi sottoposti delle SS mentre soffocavano la rivolta di Varsavia; tra cui soprattutto l'omicidio dei detenuti del penitenziario in via Rakowiecka. Nel febbraio del 1980 Patz venne dichiarato colpevole e condannato a 9 anni di reclusione. Karl Misling, giudicato nello stesso tempo, ebbe una sentenza di 4 anni in carcere.